# Naives-en-Blois
Naives-en-Blois är en kommun i departementet Meuse i regionen Grand Est (tidigare regionen Lorraine) i nordöstra Frankrike. Kommunen ligger i kantonen Void-Vacon som tillhör arrondissementet Commercy. År 2022 hade Naives-en-Blois 156 invånare.

## Befolkningsutveckling
Antalet invånare i kommunen Naives-en-Blois
| Referens: INSEE |